# ワット・トラパントーン
ワット・トラパントーン (Wat Traphang Thong、タイ語: วัดตระพังทอง) は、タイの北部、スコータイの旧市街となるスコータイ歴史公園にある仏教寺院である。

## 位置
ワット・トラパントーンは、金の池の僧院を意味する。寺院はスコータイの東側の城壁に近い場所にあり、都の東門である「カムパンハク門」（英: Kamphaeng-Hak Gate）の近隣に位置する。銀の池として知られる西側のワット・トラパングーンと対をなす寺院である。寺院自体は池にある人工の島にあり、城壁内の中央を通る道路より歩道の橋を経由して渡ることができる。

## 構成

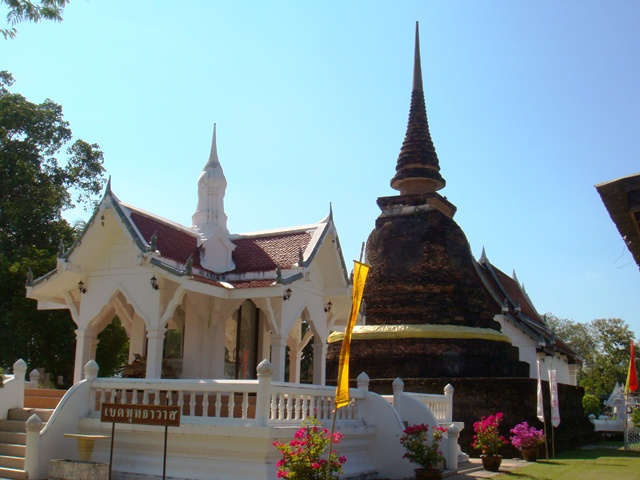
仏堂と仏塔

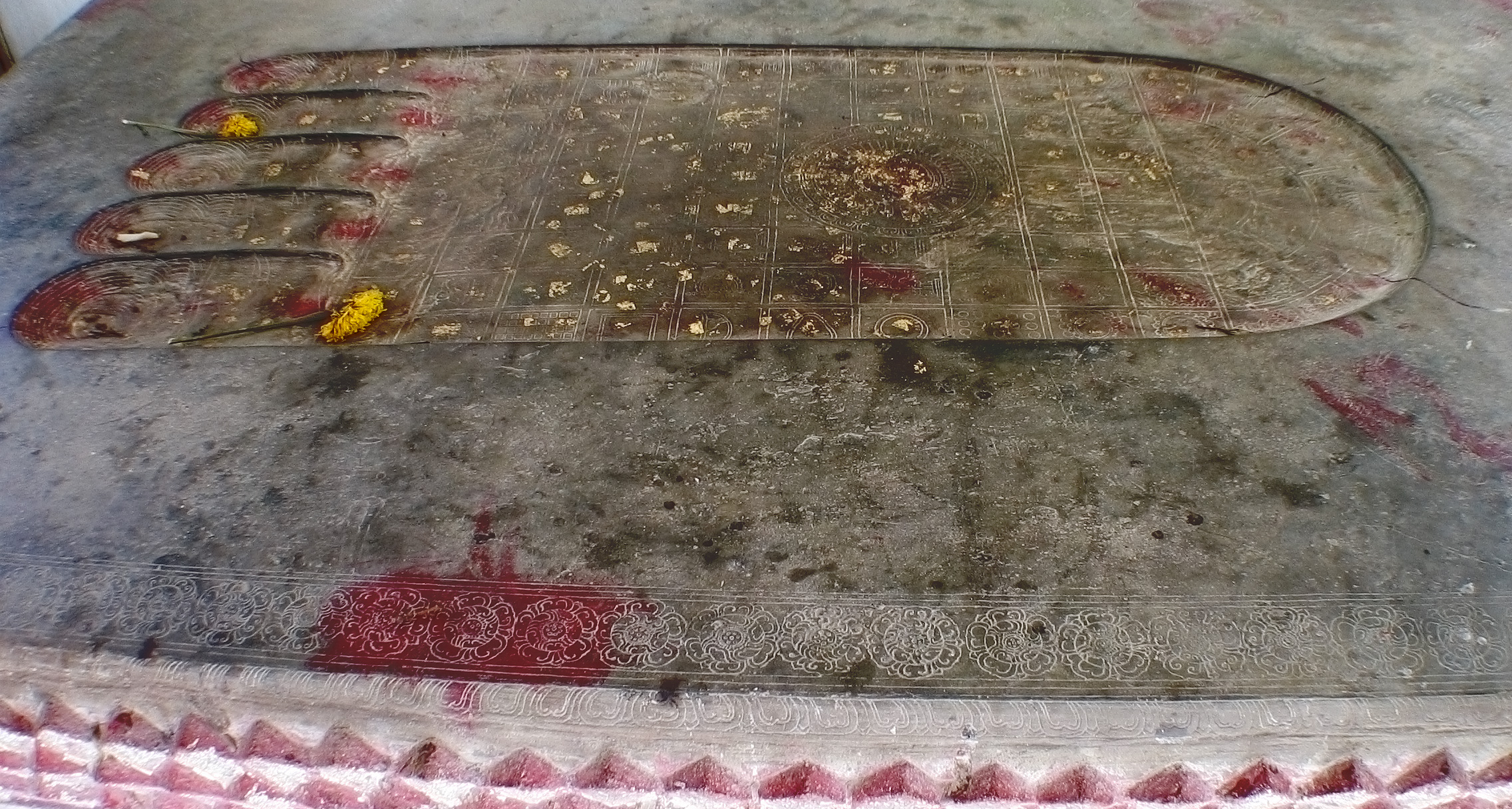
仏足石

もともと14世紀ごろに創建された寺院であり、スコータイ様式として典型的なスリランカ式の仏塔（チェーディー、chedi）があり、中央の仏塔の周りには8基の小形の仏塔が見られる。簡素な本堂（ウボーソット、ubosot）は、1917年にスコータイ郡長により建立された。
寺院の最も重要な美術品として仏足石があり、その仏陀の足跡は仏塔近くにある現代の仏堂（モンドップ、mondop）の中にある。20世紀中頃、ワット・カオプラバートヤイ (Wat Khao Phra Bat Yai) という西の丘の寺院より移されたもので、仏足石は1359年、スコータイの王リタイ（在位1347-1368年/74年）の統治時代に、暗灰色の石で創作された。ワット・トラパントーンは歴史公園のうち現代の僧院として僧侶たちが生活をともにする唯一の寺院である。